# Rakoniewice (wieś)
Rakoniewice – wieś w Polsce położona w województwie wielkopolskim, w powiecie grodziskim, w gminie Rakoniewice.
W okresie Wielkiego Księstwa Poznańskiego (1815–1848) miejscowość wzmiankowana jako Rakoniewice należała do wsi większych w ówczesnym powiecie babimojskim rejencji poznańskiej. Rakoniewice należały do rakoniewickiego okręgu policyjnego tego powiatu i stanowiły część majątku Rakoniewice, który należał wówczas do Czarneckiego. Według spisu urzędowego z 1837 roku Rakoniewice liczyły 359 mieszkańców, którzy zamieszkiwali 42 dymy (domostwa).
W latach 1975–1998 miejscowość administracyjnie należała do województwa poznańskiego.